# Spilosoma walsinghamii
Spilosoma walsinghamii är en fjärilsart som beskrevs av Butler 1881. Spilosoma walsinghamii ingår i släktet Spilosoma och familjen björnspinnare. Inga underarter finns listade i Catalogue of Life.